# Estación Pampalinda
Pampalinda es una de las estaciones del Sistema Integrado de Transporte MIO de la ciudad de Cali, inaugurado en el año 2008.

## Ubicación
Se encuentra ubicada en el sur de la ciudad sobre la Calle 5, a la altura de la carrera 62, frente a la Universidad Santiago de Cali.

## Toponimia
El nombre de la estación proviene del barrio Pampalinda.

## Características
La estación solo cuenta con un vagón, y está al lado de la Universidad Santiago de Cali.

## Servicios de la estación

### Rutas expresas
| Ruta | Estación Origen             | Estación Destino            | Sentido (N/S) |
| ---- | --------------------------- | --------------------------- | ------------- |
| E21  | Terminal Menga Av 3N Cl 70N | Universidades Cra 100 Cl 16 | Ambos         |
| E27  | Terminal Menga Av 3N Cl 70N | Capri Cl 5 Cra 78           | Ambos         |

### Rutas troncales
| Ruta | Estación Origen                        | Estación Destino            | Sentido (N/S) |
| ---- | -------------------------------------- | --------------------------- | ------------- |
| T31  | Terminal Paso del Comercio Cra 1 Cl 71 | Universidades Cra 100 Cl 16 | Ambos         |
| T37  | Terminal Paso del Comercio Cra 1 Cl 71 | Capri Cl 5 Cr 78            | Ambos         |
| T57A | Nuevo Latir Cra 28D Cl 79              | Capri Cl 5 Cr 78            | Ambos         |

### Rutas pretroncales
| Ruta | Origen                              | Trayecto                            | Destino                    |
| ---- | ----------------------------------- | ----------------------------------- | -------------------------- |
| P47C | Terminal Andrés Sanín Cl 75 Cr 19   | Cl 73-Cl 83-Cr 29-Cl 48-Cr 46-Cr 56 | Capri Cl 5 Cr 78           |
| P62A | Terminal Simón Bolívar Cl 25 Cra 66 | Cra 66 - Cl 5 - Av 4N               | Las Américas Av 3N Cl 23AN |

### Rutas circulares
| Ruta | Origen                             | Trayecto                                                                                       | Destino                            |
| ---- | ---------------------------------- | ---------------------------------------------------------------------------------------------- | ---------------------------------- |
| C417 | Terminal Andrés Sanín Cl 73 Cra 19 | Tv 103 - Cr 27 - Av. Ciudad de Cali - Cr 99 - Troncal Cl 5 - Unidad Deportiva - Troncal Cr 15  | Terminal Andrés Sanín Cl 73 Cra 19 |
| C471 | Terminal Andrés Sanín Cl 73 Cra 19 | Troncal Cr 15 - Troncal Cl 5 - Unidad Deportiva - Cra 99 - Av. Ciudad de Cali - Cr 27 - Tv 103 | Terminal Andrés Sanín Cl 73 Cra 19 |

## Sitios de interés
- Universidad Santiago de Cali
- Cañaveralejo Centro Comercial